# Macroglossum castaneum
Macroglossum castaneum là một loài bướm đêm thuộc họ Sphingidae, chi Macroglossum.